# Galibrotus riedeli
Galibrotus riedeli is een hooiwagen uit de familie Biantidae.